# Ahof
De Ahof of De Pol is een verdwenen havezate en voormalig landgoed gelegen in het midden van het dorp Aalten, in de gelijknamige gemeente in de Nederlandse provincie Gelderland.

## Geschiedenis
Het landgoed en de havezate wordt op oude geschriften vermeld als Hof ten Ahave dat later werd afgekort naar Ahof. De naam Ahof is afgeleid van het woord aa (water), dus Hof aan het water. In een oorkonde uit 1281 wordt de Ahof voor het eerst genoemd, horig aan de heerlijkheid Bredevoort later in leen aan de Graaf van Lohn, die zetelde op het slot in Stadtlohn. Van het oorspronkelijke landgoed en havezate, boerderij en bijbehorende watermolen is weinig bewaard gebleven. Het is niet bekend hoe de oude havezate eruitzag. Wel is een oude foto van omstreeks 1900 van de toen al zwaar vervallen watermolen bewaard gebleven. Op de oorspronkelijke plaats staat nog altijd een markante monumentale boerderij De Pol. Een herenboerderij die gedateerd is op 1743. Het heeft een hoog wolfdak, empireramen met luiken. De achterbaander in de linkerzijgevel is vervangen door een inrijpoort. De Pol komt van pol, ofwel hoogte in het landschap.

## Afbeeldingen

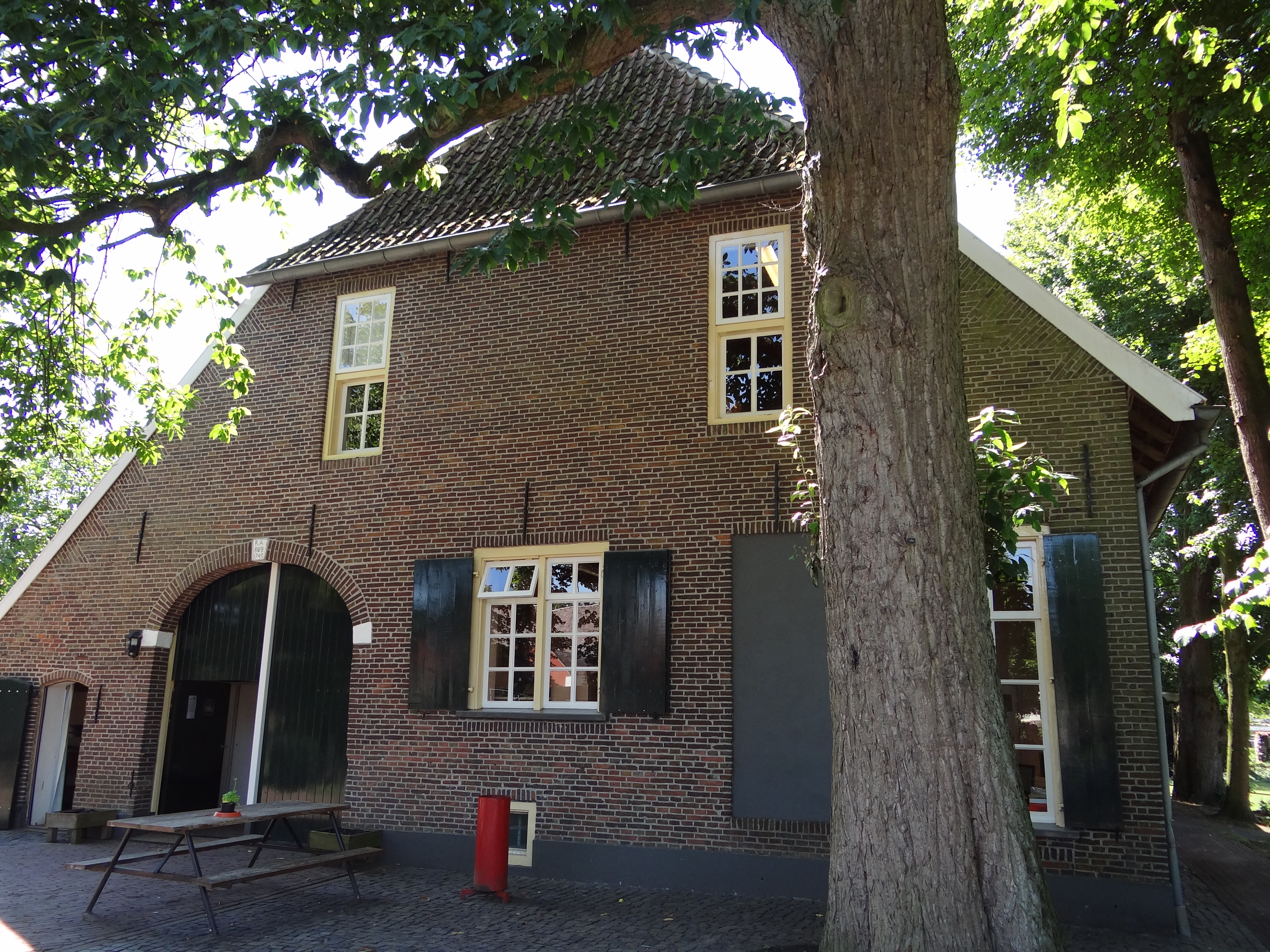
Achtergevel
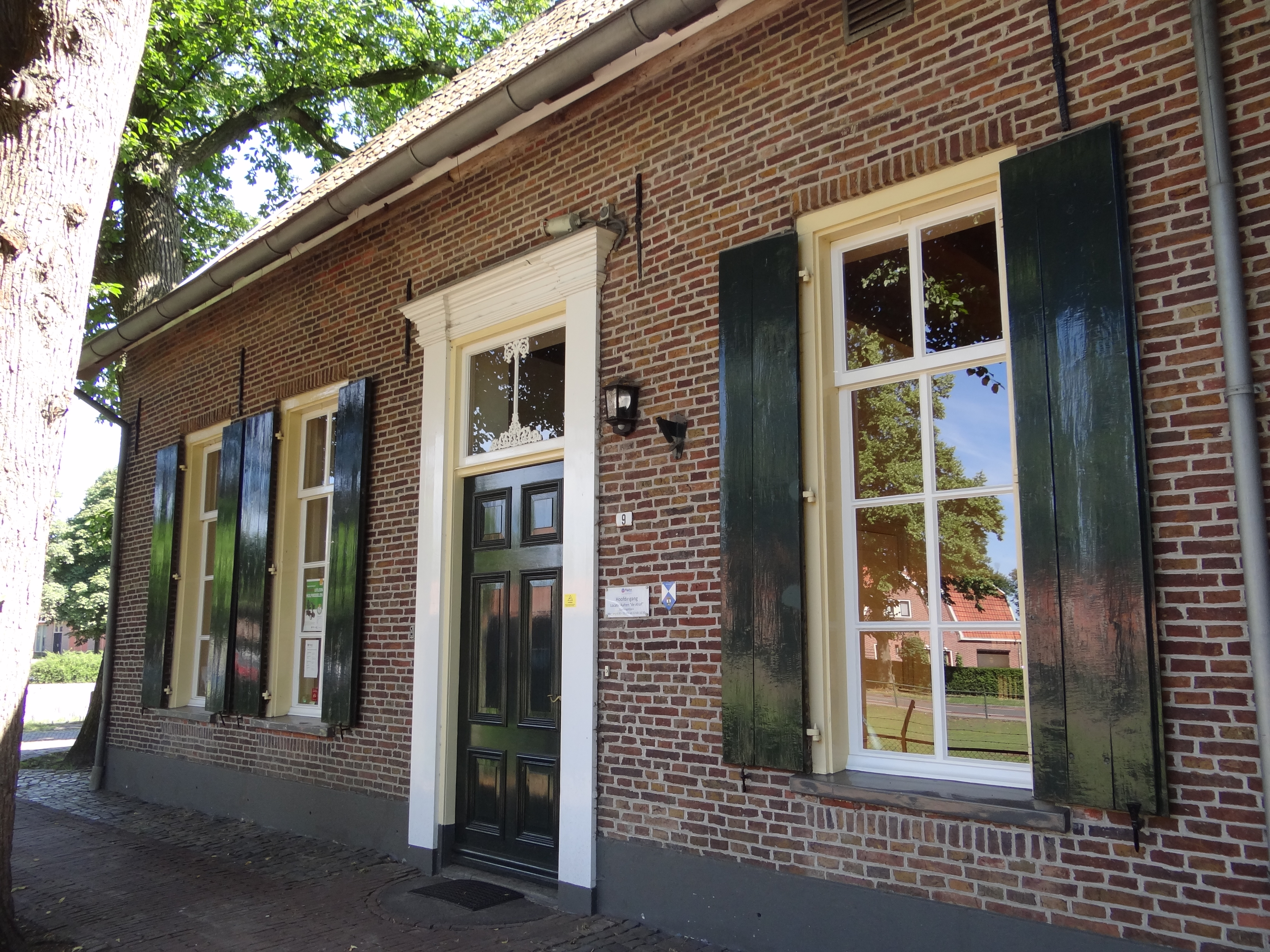
Empireramen
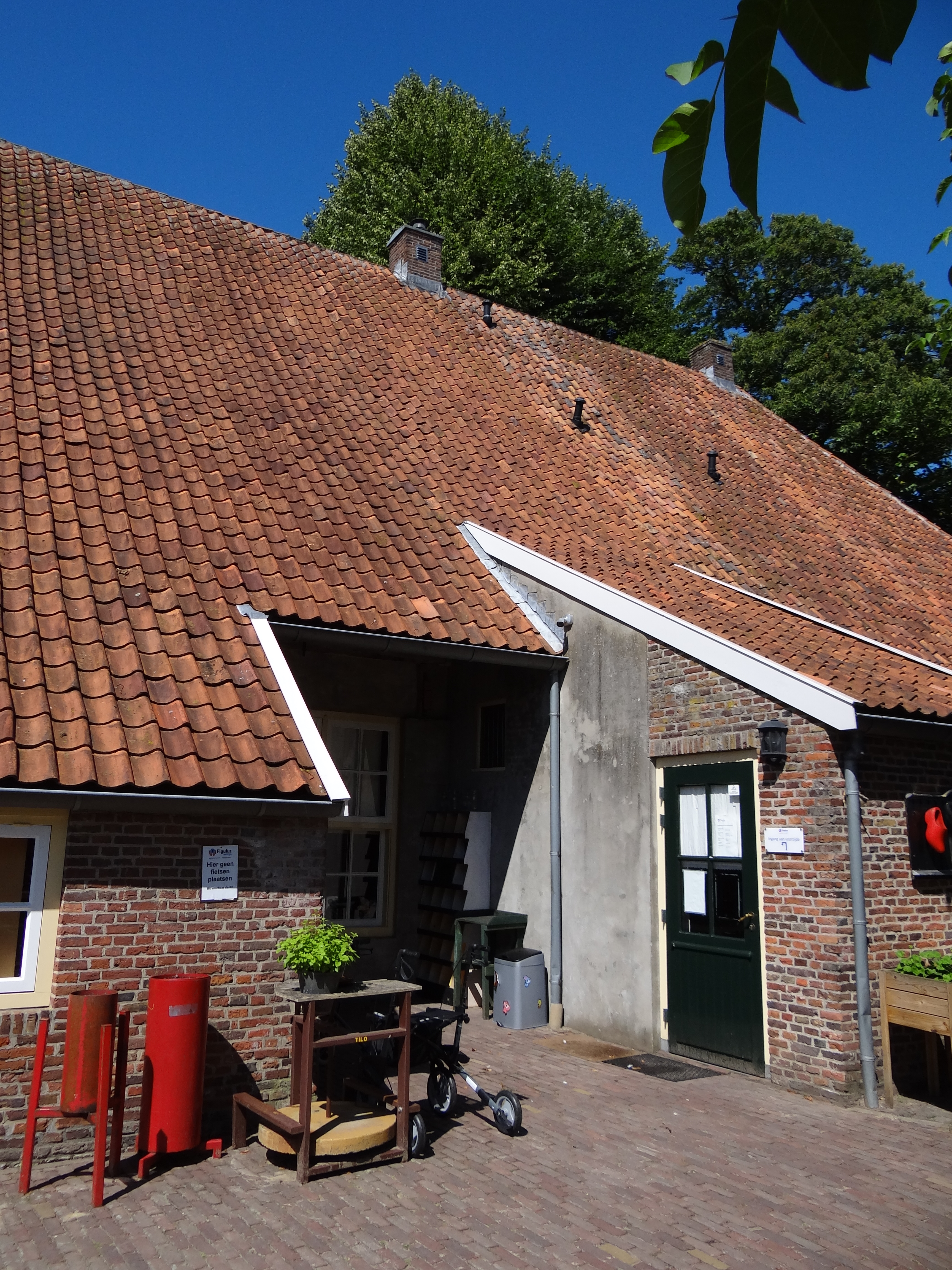
Inrijpoort
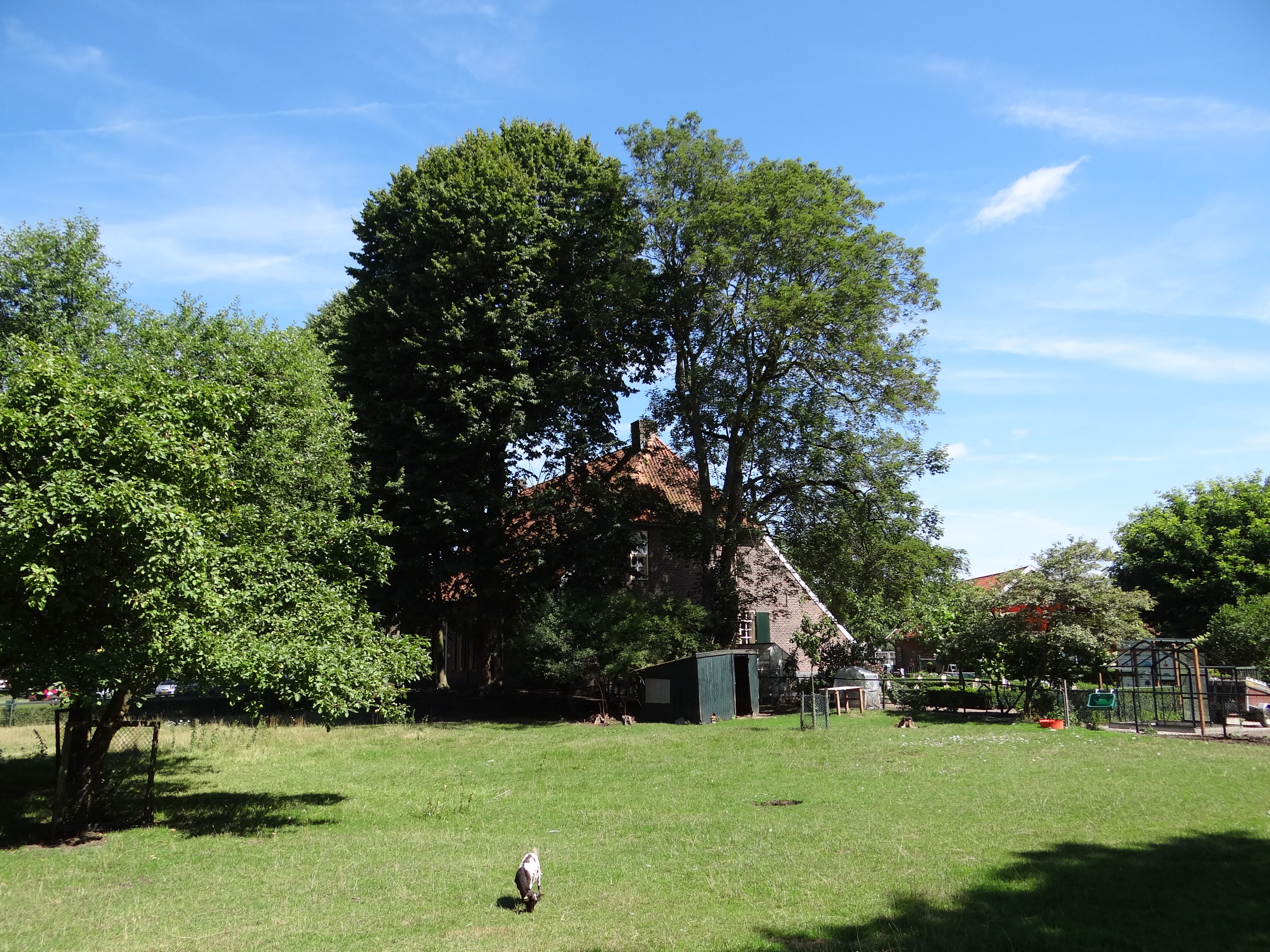
Oude lindebomen

Aalst · Aardenburg · Acquoy · Aerdt · Agistaldaburg · Ahof · Aldenhaag · Aller · Ambe · Ammersoyen · Ampsen · Andelst · Angeroyen · Appelburg · Appelse walburg · Appeltern · Arler · Baak · Babberich · Baer · Baerle · Bakerbosch · Balgoij · Barlham · Batenburg · Beek · Beerenclaauw · Bemmel · Bevervoorde · Bergh · Biljoen · Bingerden · Blankenborg (Laren) · Blankenborg · Blauwe Huis · Blokhuis (Ravenswaaij) · Boelenham · Boetselaersborg · Borculo · Boswaai · Brakel · Den Brakel · Den Bramel · Bredevoort · Broekhuizen · Bronkhorst · Bruchem · Bruinhorst · Brunsberg · Bulkestein · Bunswaard · Burcht van Tiel · Buren · De Buurse · Byland · Byvanck · Caetshage · Camphuysen · De Cannenburch · de Cloese · Coldenhove · Culemborg · Dedinckweerd · Delwijnen · Didam · Diepenbroek · Hof te Dieren · Huis Dijck · Dikke Tinne · Doddendaal · Dodewaard · Doornenburg · Doornik · Doorwerth · Dooyenburg · Dorth · Doseburg · Drakenburg · Dreumel · Druten · Duivelshuis · Eerbeek · De Ehze · Elburg · Eldrik · Emmerik · Engelenburg · Groot Engelenburg · Engelrode · Enghuizen · Enspijk · De Essenburgh · Essenpas · Est · Fokkinck · Gameren · Geerestein · Geldermalsen · De Gelderse Toren · Geldersweerd · Gellicum · Gendt · Gennepestein · Glindhorst · Goudenstein · ‘s-Grevenhoef · Groot Hell · Groenlo · Groesbeek · Huis te Groesbeek · Grunsfoort · Gulden Spijker · Hackfort · Hackforts Veenhuis · Hagen · Hagevoort · Hamerden · Hanepol · Harreveld · Harslo · Hassink · Het Haveke · Hedel · Heeckeren · De Heegh · Hees · De Heest · Hellouw · Hemmen · Hernen · Motte van Hernen · Heumen · Heusden · Hoekelum · Hoekenburg · De Hoeve · De Hof · Hof d'Ooy · Hof van Arkel · Huis het Holt · Holthuis · Het Holtslag · Ter Horst · Houberg · St. Hubertus · Huissen · Hulhuizen · Hulkestein · Hulsen · Hunneschans bij De Duno · Hunneschans bij Uddel · Jonker Bloo · 't Joppe · De Kamp · Karssenberg · Kemnade · Keppel · Kermestein · Kernhem · Kervel · Kiefskamp · De Kinkelenburg · Klein Enghuizen · Kleverburg · Kortenhoeve · Laag Helbergen · Lakenburg · Landfort · Langen · Latenstein · De Lathmer · Lathum · Ter Lede · Leegpoel · Leemcuyl · Leeuwen · Leeuwenbergh · Lensenburg · Lent · Leur · Leuvenum · Leyenburg · Lichtenvoorde · Lievenstein · Loenen · Loevestein · Loil · Loowaard · Luynhorst · Hof te Maasbommel · Magerhorst · Malburgen · Malderburcht · Malsen · Manhorst · Marhulsen · De Marsch · Marveld · Mathena · Maurik · Medel · Medestein · 't Medler · Meinerswijk · De Mellard · Mensink · Mergelp · Meteren · 't Meyerink · Middachten · Millingen · Mussenberg · Nagelhorst · Nederhagen · Nederhemert · Neerijnen · Huis Neerijnen · De Nesch · Nettelhorst · Nieuwe Blokhuis ·  Nijburg · Nijenbeek · Old Putten · Notenstein · Nye Huis · Olde Spijker · Oldenaller · Oldenhof (Driel) · Oldenhof (Heteren) · De Ooij · Oolde · Oud Oolde · Oosterhout · Ophemert · Opijnen · Oud Ampsen · Oude Blokhuis · Het Oude Loo · Oude Voorst · Oudenborch · Oud-Wisch · Huis te Overasselt · Overeng · Overhagen · Overlaar · 't Oye · Palmestein · De Parck · Persingen · Plekenpol · Ploen · Pluimenburg · Poederoijen · Poelwijck · Poelwijk · De Pol (Dreumel) · Huis de Poll (Huis te Gietelo) · De Poll (Huissen) · Pollenbering · Pollenstein · Puttenstein · Het Raasink · Ravenhorst · De Rees · Ressen · Reuversweerd · Reygersfoort · Rhijnestein · Huis Rijswijk · Rode Toren · Roode Wald · Rosande · Rosendael · Rossum · Rumpt · Ruurlo · Rijsselt · Schadewijk · Schaffelaar · Scherpenzeel · Schoonbroek · Schoonderbeek · Schoonenburg · Schuilenburg · Schuilkerke · Hof te Seelbeek · Sevenaer I · Sevenaer II · Sinderen (Oude IJsselstreek) · Sinderen (Voorst) · Slangenburg · Sleeburg · Slimsijp · De Snor · Soelen · Spaansweerd · Spaldorp · Spijk · Staverden · Sterkenburg · Swanepol · Tarthorst · Teisterbant (Kerk-Avezaath) · Teisterbant (Kerkdriel) · Ter Dicke · Tolhuis · Tolhuis (Tiel) · Tollenburg · Tongerlo · Toren van Wely · Tuil · Ubbergen · Uilenburg (Ewijk) · Uilenburg (Heteren) · Ulenpas · Ulft · Upladen · Valburg · Valkhofburcht · Valkhofpalts · Vanenburg · Varik · Hof te Varsseveld · 't Velde · Velhorst · Verwolde · Vierakker · De Voorst · Voorstonden · Vorden · Vosbergen · Vredenburg · Vredestein (Driel) · Vredestein (Ravenswaaij) · Vuren · Waardenburg · Waddestein · Wadenoijen · Waede · Wageningen · Walfort · 't Waliën · De Wardt · Watergoor · Watermeerwijk · Wayenstein (Huis te Herwijnen) · Well (Huis van Malsen) · Weijenrade · Westenburg · Westerholt · Weurt · De Wiersse · Wijenburg (Echteld) · De Wildenborch · De Wildt · Wilp · Wilperhorst · Winssen · Wisch · Wychen · Wolfswaard · Woolbeek · Yrst · IJzendoorn · Zeeland · Zilveren Spijker · Zuilichem · Zwaluwenburg · Zwanenburg (Heerde) · Zwanenburg (Megchelen)